# استجابات الحكومة الروسية لجائحة فيروس كورونا 2020
طبقت الحكومة الروسية في البداية إجراءات وقائيةً في مواجهة جائحة كوفيد-19 التي تهدد البلاد لكبح انتشار الفيروس. تضمنت هذه الإجراءات فرض الحجر الصحي ومداهمة أماكن تواجد حملة الفيروس المشتبهين واستخدام تقنية التعرف على الوجه لفرض إجراءات الحجر الصحي. 
شملت إجراءات الوقاية من الأزمة الصحية في روسيا حظر تصدير أقنعة الوجه وحملات التفقد العشوائي لمترو موسكو وإلغاء النشاطات المدرسية واسعة النطاق. اتخذت الحكومة الروسية أيضًا إجراءات لمنع المواطنين الأجانب من الدول التي يتفشى فيها المرض من زيارة روسيا. استجابت الحكومات المحلية أيضًأ للجائحة عبر فرض إجراءاتها الوقائية الخاصة في مجتمعاتها.

## خلفية
في 12 يناير، أكدت منظمة الصحة العالمية (دبليو إتش أو) أن فيروس كورونا المستجد كان السبب في مرض تنفسي أصاب مجموعةً من الناس في مدينة ووهان الصينية، وأثار انتباه المنظمة للمرة الأولى في 31 ديسمبر 2019. يُعتبر معدل وفاة الحالة المرتبط بمرض كوفيد-19 أقل بكثير من مرض سارس الذي ظهر في عام 2003، لكن فترة الحضانة والقدرة على الانتقال تفوقت عليه، ما أدى إلى حصيلة وفيات كبيرة. 
في 31 يناير، أُكد تسجيل أول حالتين في البلاد، الأولى في مدينة تيومين في تيومين أوبلاست، والثانية في تشيتا في لإقليم ما وراء البايكال. تعود كلتا الحالتين إلى مواطنين صينيين. لم تُسجل أي حالات أخرى حتى 2 مارس حين أُكدت الإصابة الأولى في موسكو. في 19 مارس، أُبلغ عن أول وفاة سببها كوفيد-19 لإحدى المريضات في موسكو. عُرفت الضحية في وسائل الإعلام باسم فالنتينا زوباريفا، وهي أستاذة في جامعة جوبكين التقطت العدوى في روسيا. سُجلت أول حالتي وفاة مؤكدتين في موسكو في 25 مارس. 

## الإجراءات الوطنية
نصحت هيئة رقابة صحة المستهلك الروسية (روستابنيبنزور) السياح بالامتناع عن زيارة ووهان والابتعاد عن حدائق الحيوانات الصينية وأسواق بيع الحيوانات والطعام البحري. قالت الهيئة أيضًا إن تطوير لقاح ضد الفيروس يجري اعتمادًا على توصيات منظمة الصحة العالمية. 
أُجلي 144 روسيًا من مدينة ووهان مركز بدء الفاشية، وحُجروا في تيومين أوبلاست مدة أسبوعين بدءًا من 5 فبراير. 
في 24 مارس، أبلغ محافظ موسكو سرغي سوبيانين الرئيس بوتين في أحد الاجتماعات عن «تكشف وضع خطير» وإن أعداد الحالات المؤكدة المنخفضة نسبيًا قد يكون ناجمًا عن انخفاض عدد الاختبارات، قائلًا إن «هناك الكثير من الإصابات» وبلغ عدد الناس المشتبه إصابتهم بفيروس كورونا في موسكو نحو 500 شخص. 
حُولت عدد من المواقع والحدائق في روسيا ومنها مركز كروكس إكسبو الدولي للمعارض في كراسنويارسك ومعرض إنجازات الاقتصاد الوطني (مركز معارض عموم روسيا) وحديقة باتريوت في موسكو ومركز لينيكسبو في سانت بطرسبرغ إلى مستشفيات مؤقتة. 

### الاختبارات
في 24 يناير، طورت المخابر أولى أنظمة الاختبار ووزعتها في أنحاء البلاد.
بحلول 23 مارس، امتلكت روسيا 4 أنظمة اختبار، وأجرت ما يزيد عن 165 ألف اختبار فيروسي لتكون بين أكثر الدول إجراءً للاختبار في العالم. بدأت شركتا اختبار خاصتان إجراء الاختبارات في 26 مارس. وفقًا لنائبة رئيس مجلس الوزراء تاتيانا غوليكوفا، بلغ عدد المختبرات التي تجري اختبارات كوفيد-19 في الدولة بحلول 25 مارس 141 مختبرًا في 79 كيانًا اتحاديًا، وهناك خطط لزيادة عدد مراكز الإحالة عبر البلاد إلى 15. في 27 مارس، سجلت الخدمات الاتحادية لمراقبة حقوق حماية المستهلك في الرعاية الصحية (رودرافنادجهور) نظامي اختبار إضافيين. في 21 مارس في موسكو، كان متوسط أعمار المرضى الذين أجروا الاختبار منخفضًا إذ بلغ 35 سنةً، وبدأ بالارتفاع إلى 37-39 سنة. 
في التاسع من أبريل، تخطى عدد الاختبارات التي أجرتها روسيا مليون اختبار، وإضافةً إلى مختبرات رودرافنادجهور، يجري 200 مختبر طبي تابع للدولة و22 مختبرًا خاصًا اختبارات كوفيد-19. هناك انسياق نحو تطبيق الاختبارات على نطاق أوسع عبر تمكين أي مختبر من إجرائها بعد إرسال إشعار إلى الموقع المركزي. 
في 27 أبريل، تخطت روسيا عتبة 3 ملايين اختبار، وفي 28 أبريل، صرحت آنا بوبوفا رئيسة الخدمات الاتحادية للرقابة في الرعاية الصحية (رودرافنادجهور) في تحديث رئاسي عن وجود 506 مختبرات تُجري اختبارات كوفيد-19 وإن 45% من المرضى المُختبرين لا يُظهرون أي أعراض مع تناقص عدد المصابن بذات الرئة من 25% إلى 20% وفقط 5% من المرضى يعانون من أعراض شديدة. شكلت الإصابات المسجلة بين أفراد عائلة المصابين نسبة 40%. أصبح الناس يبلغون عن الأعراض في اليوم الأول بدلًا من الانتظار 6 أيام. اُجريت اختبارات الأجسام الضدية على 3,200 طبيب في موسكو وُجد أن 20% منهم ممنعون.
حافظت روسيا على ثاني أعلى معدل اختبار في العالم مع بلوغها 4.1 مليون اختبار في 3 مايو، و5,2 مليون اختبار في 9 مايو، و6.1 مليون اختبار في 14 مايو، و7.1 مليون اختبار في 18 مايو، و9 مليون اختبار في 26 مايو، و10 مليون اختبار في 29 مايو. 
صرحت الدكتورة ميليتا فوينوفيتش ممثلة منظمة الصحة العالمية في روسيا إن روسيا بالفعل «بدأت بإجراء الاختبارات في أواخر يناير» بما يوافق توصيات المنظمة. يُعد مركز علم الفيروسات والتكنولوجيا الحيوية (فيكتور) في نوفوسيبيرسك مسؤولًا عن تقديم اختبارات فيروس كورونا في روسيا ويجب أن يتحقق منها هناك قبل استخدامها. 
ظهرت مخاوف من عدم كفاية حساسية الاختبارات، مع أن الصين تحققت منها منذ أوائل شهر فبراير، إذ أظهرت درجة حساسية تقارب الاختبارات الأخرى أو تتجاوزها، والمختبر نال اعتراف منظمة الصحة العالمية.
منذ 23 مارس، توقفت روسيا الأوروبية عن إرسال دفعاتها إلى نوفوسيبيرسك للتحقق منها، وأصبحت تؤكدها في مركز الإحالة في موسكو.

#### دراسة الأجسام لضدية لدى المرضى غير العرضيين
في دراسة أعلنت في 14 مايو، تبين أن 5.6% من المرضى اللا عرضيين في سانت بطرسبرغ ظهرت عندهم مستويات مقيسة من الأجسام الضدية الخاصة بفيروس كورونا. شملت الدراسة 1,276 متطوعًا إيجابي اختبار فيروس كورونا تتراوح أعمارهم بين 11 و93 سنةً لا يعانون من أعراض كوفيد-19. أُجريت الدراسة من قبل مركز علم الفيروسات في مستشفى سانت بطرسبرغ رقم 40 الذي أجرى 22,000 اختبار فيروس كورونا منذ بدئها في الأول من أبريل. أُجري اختبار الأجسام الضدية على أساس المقايسة المناعية المتعلقة بالأنزيمات. جاء في الإعلان «إن الفكرة هي أن العديدين يأملون أنه يمكننا التخلص من المرض بعد حصولنا على أشكال خفيفة منه، لكن الممارسة العملية لا تظهر ذلك، لذا يجب على الناس عدم التساهل مع المرض، لأن جدارنا المناعي ليس بتلك القوة». 

### السفر وقيود الدخول
في 23 يناير، قيدت مدينة بلاغوفيشتشينسك الروسية التي تقع قرب الحدود الصينية إمكانية الدخول إلى البلاد، وأُلغيت أحداث التبادل الثقافي والزيارات الرسمية إلى الصين. دعا فازلي أورلوف وإيفان بيلوزيرتسوف حاكما أوبلاست أمور وبانزا أوبلاست السكان إلى إلغاء جميع رحلاتهم إلى الصين، وطُلب من سكان المدن الكبرى تجنب الاختلاط مع السياح الصينيين. 
في 31 يناير، قالت نائبة رئيس مجلس الوزراء تاتيانا غوليكوفا إن روسيا ستقيد دخول الأجانب الواصلين من الصين عدا القادمين على رحلات الطيران إلى مطار شيريميتييفو الدولي.
في 20 فبراير، حُظر دخول المواطنين الصينيين إلى البلاد. شمل تعليق الدخول المواطنين الصينيين القادمين إلى روسيا للعمل أو لأهداف تعليمية أو سياحية أو خاصة.
في 28 فبراير، أعلنت موسكو عن طرد 88 مواطنًا أجنبيًا لانتهاكهم إجراءات الحجر الصحي على حد زعمها. منعت روسيا المواطنين الإيرانيين من دخول أراضيها وقالت إنها ستحد من دخول مواطني كوريا الجنوبية بدءًا من الأول من مارس. عُلقت رحلات الطيران بين روسيا وكوريا الجنوبية عدا تلك التي تسيرها شركتا إيروفلوت وأورورا.
في الرابع من مارس، علقت روسيا خدمات القطارات بين موسكو ونيس الفرنسية. علقت إيروفلوت رحلات الطيران من وإلى هونغ كونغ في التاسع من مارس.
قُيدت رحلات الطيران من وإلى أيطاليا وألمانيا وفرنسا وإسبانيا منذ 13 مارس، وأوقفت روسيا أيضًا إصدار التأشيرات السياحية للسياح الإيطاليين وأغلقت الحدود أمام المواطنين الإيطاليين والأجانب القادمين من إيطاليا.
في 15 مارس، أُغلقت الحدود البرية مع النرويج وبولندا أمام كل الأجانب. أعلنت السكك الحديدية الروسية أنها تنوي إيقاف قطارات الركاب من موسكو إلى برلين وباريس، وصرحت في وقت سابق إن العمل على خطوط القطارات من وإلى أوكرانيا و مولدوفا ومولدوفا ولاتفيا سيعلق بسبب إغلاق حدود هذه الدول.
منذ 16 مارس، اقتصرت الرحلات الجوية من وإلى الاتحاد الأوروبي والنرويج وسويسرا على رحلات منتظمة بين العواصم (مدينة جنيف بالنسبة لسويسرا) ومطار مطار شيريميتييفو الدولي في موسكو والرحلات المُستأجرة. 
أعلن رئيس الوزراء ميخائيل ميشوستين إغلاق الحدود مع روسيا البيضاء أمام حركة الناس وفرض حظر دخول الأجانب بين 18 مارس و1 مايو. في 17 مارس، صرحت وزارة الشؤون الخارجية إن السفارات والقنصليات الروسية توقفت عن إصدار تأشيرات السفر بجميع أنواعها، بما فيها التأشيرات الإلكترونية، مع استثناء الشخصيات الدبلوماسية والناس الذين سيحضرون الجنازات وركاب الترانزيت. 
في 23 مارس، قيدت روسيا السفر الجوي من جميع أنحاء العالم عدا بعض الرحلات من موسكو إلى العواصم الكبرى والرحلات المستأجرة التي تنقل المواطنين الأجانب إلى بلدانهم الأصلية وتنقل المواطنين الروسيين إلى روسيا حتى إجلاء الجميع. 
في 25 مارس، خففت الحكومة الروسية حظر السفر للسماح بدخول أقارب المواطنين الروسيين. 
عُلقت جميع الرحلات الجوية المنتظمة والمستأجرة في 27 مارس عدا تلك التي تنقل الروسيين إلى وطنهم. 
في ذات التاريخ، رفض مطار غروزني الدولي استقبال الركاب دون تسجيل دائم أو مؤقت في جمهورية الشيشان. 
قررت شركة بلابلاكار لخدمات النقل الجماعي تعليق نشاطاتها في أنحاء روسيا بدءًا من 30 مارس بناءً على طلب الحكومة في موسكو. 
في 28 مارس، قررت الحكومة الروسية إغلاق نقاط التفتيش الحدودية الخاصة بالسيارات والسكك الحديدية والمشاة والأنهار والنقاط الأخرى بما يشمل الحدود مع روسيا البيضاء مع وجود استثناءات مشابهة لتلك المتعلقة بقيود السفر الجوي، على أن يُفرض الحظر في 30 مارس. 

### الإجراءات الأخرى
في 14 و 15 مارس، أوصت وزارتا التربية والعلوم والتعليم العالي جميع الأقاليم باعتماد التعليم عن بعد عند الضرورة. 
في 17 مارس، أعلنت وزارة الثقافة إغلاق جميع المنشآت الثقافية الواقعة تحت سلطتها القضائية، بما فيها المتاحف والمسارح والسمفونيات والسيرك. في ذات اليوم، قال الرئيس فلاديمير بوتين إن الوضع «تحت السيطرة بشكل عام». 
في 18 مارس، أعلن وزير التعليم سيرجي كرافستوف إغلاق جميع المدارس الروسية من 23 مارس حتى 12 أبريل. 
في 19 مارس، طلبت آنا بوبوفا كبيرة أطباء الصحة من جميع الناس الواصلين من الخارج أن يعزلو أنفسهم لمدة أسبوعين. توقفت المحاكم الروسية عن النظر في القضايا عدا تلك الأكثر إلحاحًا بسبب الوباء حتى العاشر من أبريل. 
في 24 مارس، تبنت الحكومة الروسية عددًا من القرارات منها إرسال تعليمات إلى السلطات الإقليمية بتعليق نشاطات النوادي الليلية ودور السينما ومراكز ترفيه الأطفال، وحظر تدخين النارجيلة في المطاعم أو المقاهي. أوصى البنك المركزي جميع البنوك بالحفاظ على أموالهم مدة 3-4 أيام قبل إعطائها للعملاء أو وضعها في الصرافات الآلية، والحد من استخدام صرافات إعادة تدوير الأوراق النقدية. 
في 25 مارس، أعلن الرئيس بوتين في خطاب متلفز للشعب عن تأجيل الاستفتاء الدستوري الروسي 2020 بسبب جائحة فيروس كورونا. أضاف الرئيس أن الأسبوع القادم سيكون عطلةً مدفوعةً على المستوى الوطني وحث الروسيين على البقاء في منازلهم. أعلن بوتين أيضًا عن قائمة إجراءات تتعلق بالحماية الاجتماعية ودعم الشركات الصغيرة ومتوسطة وتغيير السياسة المالية. 
في 26 مارس، أمر وزير العلوم والتعليم العالي فاليري فالكوف بإغلاق كل الجامعات من 28 مارس حتى 5 أبريل. 
في 27 مارس، وتنفيذًا لخطاب بوتين أمام الأمة، أمر رئيس الوزراء ميخائل ميشوستين بإلغاء جميع حجوزات الفنادق والمساكن الثانوية من 28 مارس إلى 1 يونيو، وأوصى السلطات الإقليمية بإغلاق جميع مضامير المنتجعات في ذات الفترة، طالبًا منهم إجبار أماكن تناول الطعام العامة (عدا خدمات التوصيل) على تعليق نشاطاتها من 28 مارس إلى 5 أبريل، وموصيًا المواطنين بالامتناع عن السفر. في ذات اليوم، أعلنت وزارة التربية تأجيل الامتحان الحكومي الموحد من نهاية مايو إلى بداية يونيو. 
في 30 مارس، وبعد أن أعلنت موسكو وموسكو أوبلاست عن الإغلاق الكلي، حث ميشوستين جميع الأقاليم على اتخاذهما مثالًا واتباع إجراءات مشابهة، وأعلن أيضًا عن مشروع قانون لرفع غرامات خرق متطلبات الحجر الصحي. 
في 31 مارس، وافقت الجمعية الاتحادية الروسية على قانون يسمح للسلطة التنفيذية في مجلس الوزراء بإعلان حالة الطوارئ بنفسه. كان هذا مقتصرًا فيما سبق على لجنة يرأسها وزير الحالات الطارئة. 
في 1 أبريل، أعلن رئيس الوزراء ميشوستين ووزير الاتصالات ماكسوت شادايف عن إنشاء نظام لتتبع مخالفي الحجر الصحي بناءً على بيانات مأخوذة من شركات تشغيل شبكة الهواتف النقالة. وفق هذا النظام، يتلقى المنتهكون رسائل نصية، وإذا خرقوا النظام بانتظام، تُرسل هذه المعلومات إلى الشرطة. 
في 2 أبريل، مدد الرئيس بوتين إجازة العمل حتى 30 أبريل.

### الإغلاق التام
في الثامن والعشرين من مارس، حثت السلطات الشيشانية شعب الولاية على البقاء في أماكن إقامتهم الدائمة، وحظرت دخول غروزني باستثناء خدمات الطوارئ والطعام والمسؤولين الرسميين والشرطة والصحفيين. في اليوم التالي، أغلقت الشيشان حدودها، مع البدء بإغلاق تام يدخل حيز التنفيذ في الثلاثين من مارس.
في التاسع والعشرين من مارس، أصدرت موسكو قرارًا يوصي بالبقاء في المنازل لجميع السكان بدءًا من الثلاثين من مارس. لم يُسمح لسكان موسكو بمغادرة منازلهم إلا في حالات طلب المساعدة الطبية الطارئة والأمور المهددة للحياة والصحة، إضافة إلى الذهاب إلى أماكن العمل بالنسبة للملزمين به وشراء الحاجات من أقرب متجر أو صيدلية وإخراج الحيوانات الأليفة للنزهة بشرط ألا تتجاوز المسافة 100 متر عن مكان الإقامة ورمي القمامة. طُلب من المواطنين الحفاظ على مسافة أمان تقدر بمتر ونص من الآخرين. قُرر منح مبلغ 19,500 روبل شهريًا للعاطلين حديثًا عن العمل. بعد ذلك، طُبق نظام مشابه في محافظة موسكو في الساعة الثامنة مساء بتوقيت موسكو بتاريخ التاسع والعشرين من مارس. انتقد عضو المجلس الاتحادي الروسي ورئيس لجنة المجلس الاتحادي المختصة بالتشريع الدستوري وإنشاءات الدولة أندريه كليشاس هذا القرار، قائلًا إن هذه القيود تقع ضمن الصلاحية الدستورية للجمعية الاتحادية الروسية والرئيس الروسي.

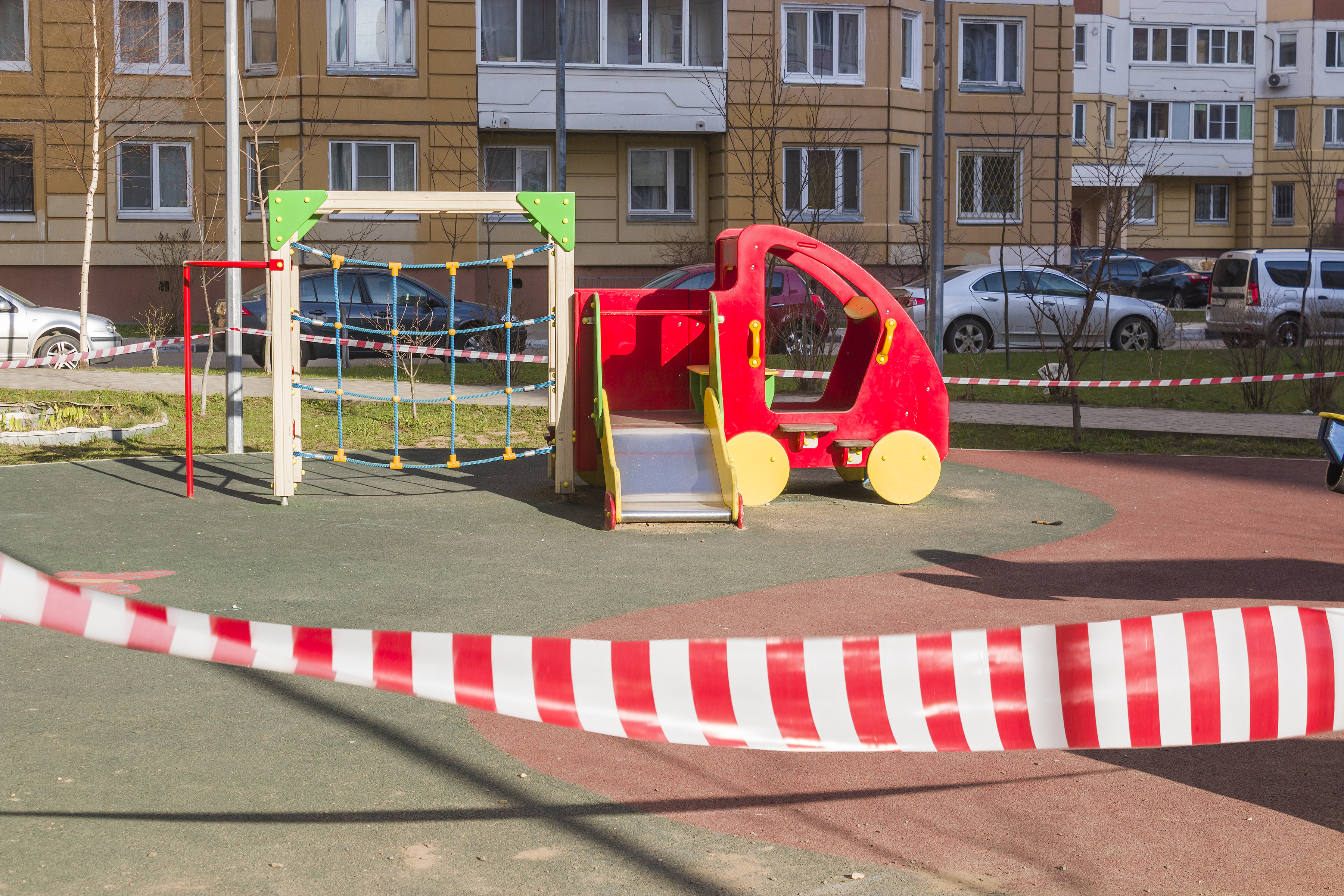
ملعب مغلق بسبب الحجر الصحي في السابع من أبريل 2020

في الثلاثين من مارس، أُعلن عن أوامر مشابهة في أديغيا وجمهورية كومي وتتارستان وتشوفاشيا وبعض أقسام ياقوتيا وأوبلاستات أرخانغلسك وأستراخان وبيلغورود وإركوتسك وكورسك وليبيتسك ومورمانسك ونيجني نوفغورود ونوفغورود وريازان وساراتوف وسفردلوفسك وأوليانوفسك وفولوغدا ومدن بريانسك وسان بطرسبرغ. حظرت لينينغراد أوبلاست تنقل الأشخاص بين أقسامها وفرضت نظام الإغلاق التام في مدينة مورينو.
في الحادي والثلاثين من مارس، أُعلن عن «نظام العزل الذاتي» في جمهوريات ألطاي وباشكورستان وبورياتيا وداغستان وإنغوشيتيا وقبردينو-بلقاريا وقلميقيا وقراتشاي-تشيركيسيا وكاريليا وخقاسيا وموردوفيا وأودمورتيا وتوفا وكراي ألطاي وخارباروفسك كراي (للأشخاص البالغين من العمر أكثر من 65 سنة) وكراسنودار كراي وكراسنويارسك كراي وبيرم كراي وبريمورسكي كراي وكراي ستافروبول وكراي عبر البايكال وبريانسك وتشيليابنسك وكالوغا وكيمروفسكايا وكيروف وكوستروما وكورغان وماغادان ونوفوسيبيرسك وأومسك وبانزا وبسكوف (للأشخاص البالغين من العمر أكثر من 65 سنة) وروستوف وساخالين وسمارا وسمولينسك وتامبوف وتومسك وفلاديمير وفولغوغراد وفورونيج وياروسلافل، إضافة إلى أوكروغ خانتي-مانسي ذاتية الحكم وأوكروغ يامالو-نينيتس الذاتية والأوبلاست اليهودية الذاتية وسيفاستوبول. حدت جمهوريتا ياقوتيا وكاريليا من مبيع الكحول.
في الأول من أبريل، أُعلن عن «نظام العزل الذاتي» في منطقة القرم المتنازع عليها وسيفاستوبول وجمهورية أوسيتيا الشمالية-ألانيا وكراي كاماشاتكا وخاباروفسك كراي وأوبلاست إيفانوفو وأورنبرغ أوبلاست. في الثاني من أبريل، أُعلن عن هذه التدابير في أوبلاست أمور (للأشخاص البالغين من العمر أكثر من 65 سنة) وتيومين أوبلاست وأوكروغ تشوكوتكا الذاتية. في الثالث من أبريل، أُعلن عن هذه التدابير في أوريول أوبلاست وتولا أوبلاست (للأشخاص البالغين من العمر أكثر من 65 سنة). 

#### الإشراف الطبي
أعلنت روسيا بشكل منتظم عن عدد الأشخاص المحتاجين إلى إشراف طبي بسبب الاشتباه بإصابتهم بالفيروس.
- في الخامس والعشرين من أبريل كان العدد 168,000 شخص.[108]
- في السادس والعشرين من أبريل كان العدد 170,000 شخص.[109]
- في السابع والعشرين من أبريل كان العدد 183,000 شخص.

في الخامس من مايو، أعلنت روسيا عن وضع 806,709 أشخاص تحت الإشراف الطبي حتى تلك اللحظة خلال الجائحة وأن العدد الحالي الموجود في ذلك الوقت كان 222,500.
في الثامن من مايو، كان عدد الموضوعين تحت المراقبة الطبية 292,000.
في التاسع من مايو، كان عدد الموضوعين تحت المراقبة الطبية 242,000.

### المعدات الطبية والواقية
في الرابع من مارس، حظرت روسيا بشكل مؤقت تصدير الأقنعة والقفازات والضمادات الطبية والملابس الواقية.
في الثامن والعشرين من أبريل، اختصر الرئيس الروسي فلاديمير بوتين تقدم عملية إنتاج معدات إضافية بالتالي:
- ازدياد إنتاج أجهزة التنفس الاصطناعي من 60-70 شهريًا حتى أكثر من 800 جهاز في أبريل و2,500 في مايو.
- ازدياد إنتاج الأقنعة الطبية من 800,000 يوميًا إلى 8.5 مليون في أبريل.
- ازدياد إنتاج الملابس الواقية للأطباء من 3,000 يوميًا إلى 100,000 يوميًا بحلول نهاية أبريل و150,000 يوميًا في منتصف شهر مايو.

كان هناك حاجة إلى إنتاج إضافي، لذلك وُكلت وزارة الصناعة والتجارة بمهمة زيادة الإنتاج اليومي بشكل أكبر.
في الخامس عشر من يونيو 2020، وثقت منظمة هيومن رايتس ووتش مواجهة العاملين في مجال الصحة في روسيا للتهديدات والأعمال الانتقامية من قبل أرباب العمل والقوى الأمنية. تعرض العاملون في المجال الصحي للاستهداف في حال التحدث بصراحة عن نقص معدات الوقاية الشخصية الكافية لعلاج المرضى المشتبهين ومنع انتشار مرض فيروس كورونا. 

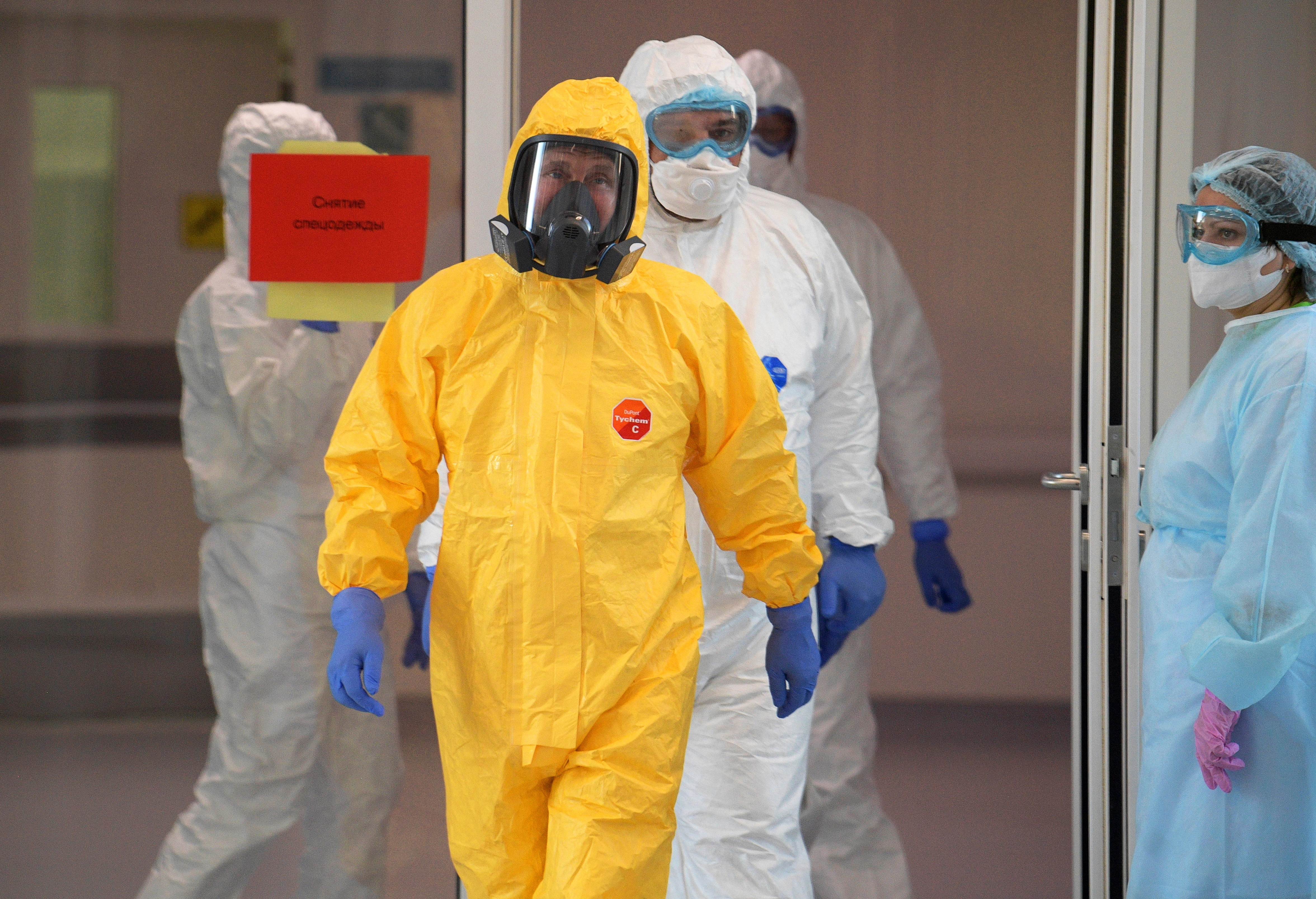
الرئيس الروسي بوتين يزور مرضى فيروس كورونا في أحد مشافي موسكو بتاريخ الرابع والعشرين من مارس.

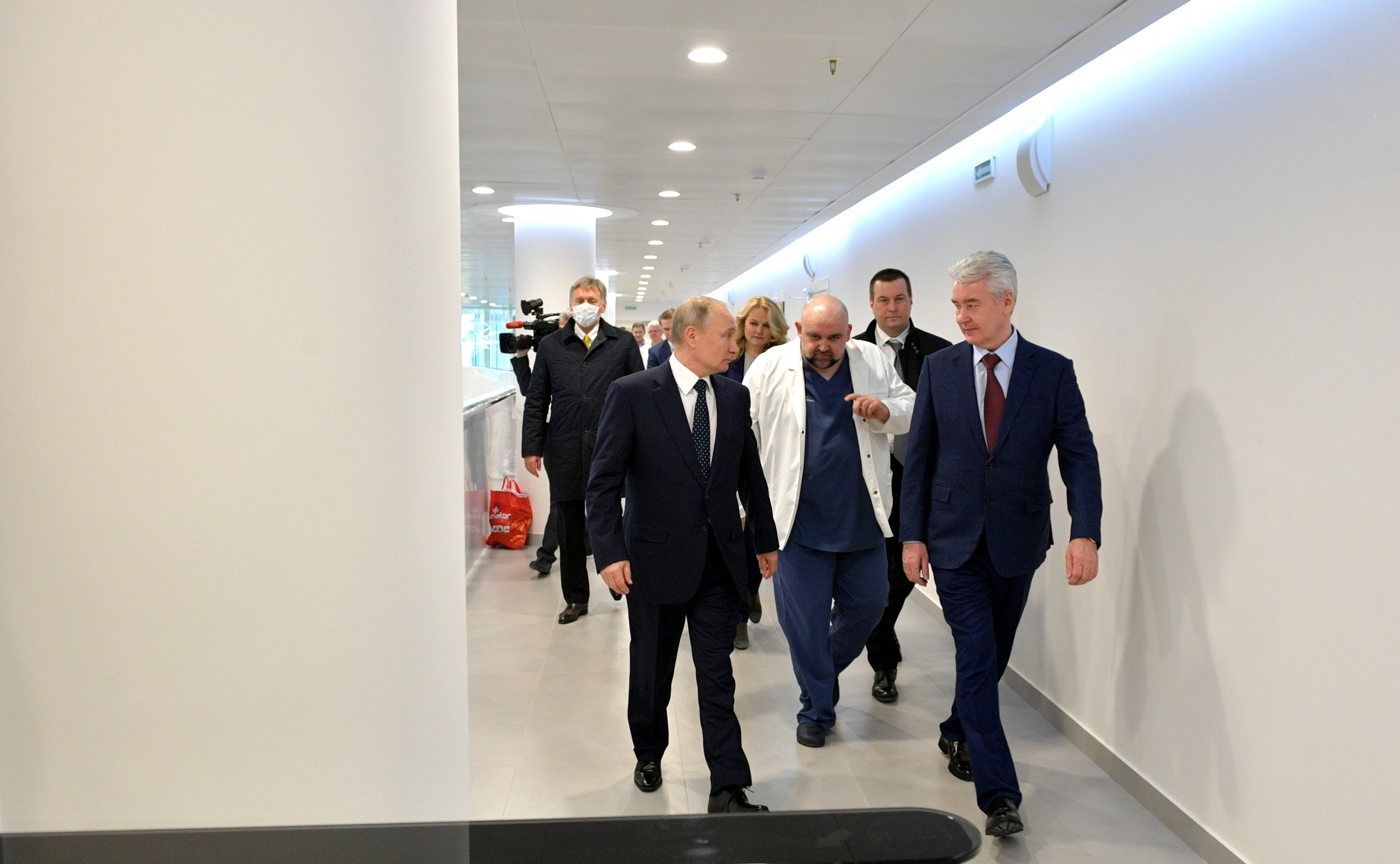
دينيس بروتسينكو (في المنتصف) المدير الطبي لمشفى كوموناركا يستقبل الرئيس بوتين (على الأيسر) وعمدة موسكو سرغي سوبيانين (على الأيمن)، وقد أُكدت إصابته بفيروس كورونا في الحادي والثلاثين من مارس 2020.

## الإجراءات المحلية

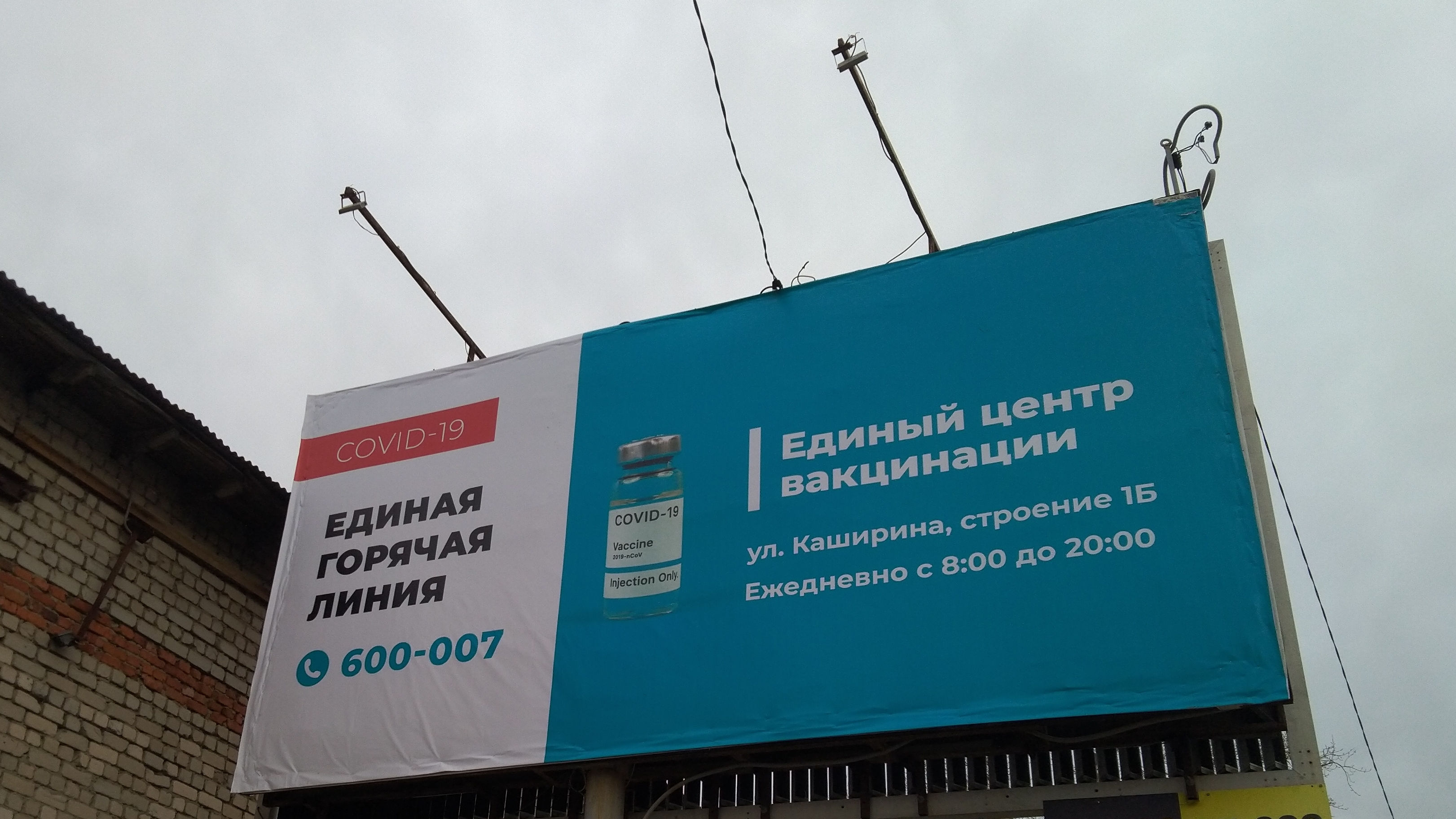
لوحة إعلانية تعرض رقم الخط الساخن للاستشارة بشأن إدارة لقاح كوفيد-19

### موسكو ومحافظة موسكو
بدأت مدينة موسكو ببناء مشفى خاص بمرضى فيروس كورونا قرب قريتي بابينكي وغولوخفاستوفو في أوكروغ ترويتسكي الإداري.
منذ بداية تفشي الوباء، نُقل المرضى في موسكو إلى المشفى رقم 40 المبني حديثًا قليل الاستخدام، والموجود في منطقة كوموناركا الواقعة خارج طريق موسكو الحلقي والتي حصلت على محطة مترو منذ فترة قريبة.
بعد ذلك، بدأ أكثر من 30 مشفى في موسكو باستقبال حالات الاشتباه بفيروس كورونا، ومن أهمها المشفى رقم 15 ومشفى الأمراض الإنتانية رقم 2 ومشفى باشليايفا للأطفال والمشفى الموجود في كوموناركا. في منتصف شهر أبريل، أُعلن عن إضافة 24 مشفى إضافي إلى تلك المخصصة لاستقبال مرضى فيروس كورونا، ليرتفع العدد الإجمالي لأسرة المشافي المخصصة لهم في المدينة إلى 21 ألف سرير.
في السادس من مارس، أعلن عمدة موسكو سرغي سوبيانين عن «حالة الاستعداد الأقصى»، طالبًا العزل الذاتي لمدة أسبوعين بالنسبة للمواطنين الروسيين العائدين من الصين وكوريا الجنوبية وإيران وفرنسا وألمانيا وإيطاليا وإسبانيا.
في العاشر من مارس، وقع العمدة سوبيانين على قانون لمنع الفعاليات الجماعية التي تشمل أكثر من 5,000 مشارك في مدينة موسكو اعتبارًا من العاشر من مارس حتى العاشر من أبريل.
في الثاني عشر من مارس، أعلن حاكم محافظة موسكو (موسكو أوبلاست) أندري فوروبيوف حالة الاستعداد الأقصى، مانعًا التجمعات التي تشمل أكثر من 5,000 شخص في كامل محافظة موسكو.
منذ السادس عشر من مارس، كان الحضور في المدارس اختياريًا في موسكو ومحافظة موسكو. وفقًا لمجموعة آر بي كي الإعلامية الروسية، نصحت موسكو المدارس الخاصة بإقرار عطلة لمدة أسبوعين أو التحول إلى نظام التعليم عن بعد. في الحادي والعشرين من مارس، أُغلقت المدارس لمدة ثلاثة أسابيع.
في السادس عشر من مارس، مددت موسكو إجراءات إغلاق المدارس العامة والرياضية والمعاهد التعليمية الإضافية من الحادي والعشرين من مارس حتى الثاني عشر من أبريل، مانعة التجمعات الداخلية التي تشمل أكثر من خمسين شخصًا والتجمعات الخارجية بجميع أشكالها. وسعت الحكومة معايير الحجر الصحي الشخصي الإلزامي المفروض لمدة 14 يومًا على القادمين من الصين وكوريا الجنوبية وإيران ليشمل بالإضافة لذلك جميع القادمين من الولايات المتحدة وجميع الدول الأوروبية.
في الثالث والعشرين من مارس، طلب العمدة سوبيانين من جميع الأشخاص البالغين من العمر أكثر من 65 عامًا العزل الذاتي المنزلي بدءًا من يوم الخميس، قائلًا إن كلًا منهم سوف يتلقى مبلغ 4,000 روبل (نحو 50 دولار) لقاء الالتزام بالقرار. اقترح على المسنين أيضًا مغادرة موسكو والانتقال إلى داتشا. أوقفت بطاقات وسائل النقل المدرسية العامة بشكل مؤقت بدءًا من العام الدراسي الخامس وصاعدًا.
في الرابع والعشرين من مارس، أُعلن أن مشافي موسكو سوف تتلقى حتى 200,000 روبل (نحو 2,500 دولار أمريكي) لقاء كل مريض بفيروس كورونا من صندوق التأمين الصحي الخاص بالمدينة.
في الخامس والعشرين من مارس، وبالتوازي مع القرار الموافق التابع للحكومة الاتحادية، طلب العمدة سوبيانين إغلاق جميع المكتبات العمومية والنوادي، بالإضافة إلى دور السينما والنوادي الليلية، كما منع تدخين النرجيلة في المقاهي وأوقف النشاطات الترفيهية الاجتماعية المنظمة مثل الحدائق الترفيهية. كما أشار إلى العيادات السنية بالاقتصار في عملها على المرضى الذين يعانون من آلام حادة أو حالات طارئة فقط. أوقفت المراكز البلدية متعددة الخدمات خدماتها ما عدا تلك المتوفرة عبر الإنترنت. أوقفت حسوم استخدام المواصلات العامة للمرضى المسنين البالغين أكثر من 65 عامًا ومرضى الأمراض المزمنة والطلاب في المدارس المهنية والثانوية.
في السادس والعشرين من مارس، طلب العمدة سوبيانين إغلاق المطاعم والمقاهي والحانات والكافيتريات والمنتزهات والمراكز التجارية ومراكز البيع بالتجزئة التي تحتاج إلى الحضور الشخصي (لا تعمل بالطلبات الخارجية)، ما عدا تلك التي تقدم الخدمات الأساسية مثل متاجر البقالة والصيدليات، وذلك خلال الأسبوع بين الثامن والعشرين من مارس حتى الخامس من أبريل، وهو أسبوع العطلة الذي فرضه الرئيس بوتين.
في الثامن والعشرين من مارس، حث سوفيانين سكان موسكو على البقاء في منازلهم والخروج فقط في حال طلب المساعدة الطبية أو الذهاب إلى مكان العمل أو رمي القمامة، كما طلب منهم التسوق في المتاجر القريبة والاقتصار على الابتعاد لمسافة 100 متر عن المنزل عند إخراج الحيوانات الأليفة للنزهة. أعلن أن «نظام المراقبة الذكية» سوف يدخل حيز التنفيذ للإشراف على تطبيق هذه القواعد.
في الثالث من أبريل، أعلن سوبيانين أن نظام مشاركة الدراجات الهوائية والمعروف باسم فيوبايك سوف يتابع عمله بعد انتهاء العطلة الشتوية في العاشر من أبريل، لكن الخدمات سوف تكون متوفرة فقط لعمال التوصيل والمتطوعين من دون أجرة.
في الرابع من أبريل، طلب العمدة من جميع أماكن العمل في المدينة المستمرة في نشاطاتها المحافظة على مسافة أمان تبلغ مترًا ونص المتر بين العاملين والزبائن.
في العاشر من أبريل، قدم العمدة سوبيانين نظام التصاريح الإلكترونية نظرًا لزيادة انتهاكات قرار البقاء في المنزل، وطلب من معظم أشكال الشركات والمؤسسات الموجودة في المدينة إيقاف أعمالها، كما أوقف بشكل مؤقت برنامج مشاركة السيارات الأضخم في العالم. بدءًا من الخامس عشر من أبريل، توجب على جميع مستخدمي السيارات الخاصة وسيارات الأجرة ووسائل النقل العامة حيازة تصريح رقمي يتضمن الهدف من التنقل. يكون عدد تصاريح التنقل محدودًا لكل شخص باستثناء حالات التنقل المتكرر من وإلى مكان العمل. 

#### الاتهامات بالتمييز العرقي في المراحل المبكرة
في فبراير، طُلب من السائقين العاملين في شركة النقل العمومية موسغوترانس إخبار موظفي الاتصالات في الشركة بوجود مواطنين صينيين في مركباتهم من أجل الاتصال بالشرطة. كما أن موظفي مترو أنفاق موسكو طلبوا من المواطنين الصينيين ملء استبيانات قبل استخدام خدمات المواصلات.
في الحادي والعشرين من فبراير، أكد العمدة سوبيانين أن السلطات طلبت من شركتي موسغوترانس وشركة مترو أنفاق موسكو التعاون مع قوى الشرطة «لمراقبة أولئك القادمين من الصين». استُخدمت أنظمة التعرف على الوجه أيضًا لمتابعة هؤلاء الأشخاص.
في الرابع والعشرين من فبراير، طلبت السفارة الصينية في روسيا من موسكو وضع حد لهذه «الإجراءات المفرطة» في وسائل النقل. أصر سوبيانين على أن هذه الإجراءات لم تكن عنصرية إنما ساعدت على تحديد الأشخاص الذين كانوا بحاجة إلى العزل الذاتي لدى وصولهم من الصين.
في أوائل شهر مارس، ذُكرت حالات ترحيل عديدة للطلاب الصينيين الذين ادعت السلطات مخالفتهم قوانين الحجر الصحي.
لكن وفي المراحل التالية من الجائحة، طُبقت هذه الإجراءات الروسية على جميع القادمين من الخارج، ومن بينهم المواطنون الروس الذين أُجبروا على الحجر الصحي المنزلي، التنميط بكاميرات الوجه لمئتي حالة اختراق للحجر الصحي من قبل المواطنين الروس ذكرت السلطات كشفها بواسطة التنميط بهذه الكاميرات والملاحقة من خلال كاميرات المراقبة العامة في موسكو. 

### سان بطرسبرغ ولينينغراد أوبلاس
في الثالث عشر من مارس، أعلن حاكما سان بطرسبرغ ولينينغراد أوبلاست ألكسندر بيغلوف وألكسندر دروزدينكو عن تطبيق حالة الاستعداد الأقصى، ومنع التجمعات التي تشمل أكثر من 1,000 شخص و300 شخص على الترتيب.
في الثامن عشر من مارس، منع حاكم سان بطرسبرغ ألكسندر بيغلوف التجمعات التي تشمل أكثر من 50 شخصًا. في السادس والعشرين من مارس، طلب من المطاعم والمقاهي والحانات والكافيتريات والمنتزهات وأماكن العبادة ومراكز البيع التجارية والبيع بالتجزئة التي تحتاج إلى حضور شخصي للزبائن، باستثناء تلك التي تقدم الخدمات الأساسية مثل متاجر البقالة والصيدليات، الإغلاق خلال العطلة المفروضة بين الثامن والعشرين من أبريل حتى الخامس من مارس. أوقف العمل بتذاكر النقل العام المجانية ومخفضة التعرفة خلال هذا الأسبوع. قُرر إغلاق المرافق الترفيهية مثل النوادي الليلية وحدائق الأطفال ومراكز الاستجمام حتى الثلاثين من أبريل. أما في لينينغراد أوبلاست، فلم يبق سوى الصيدليات ومحلات البقالة ومتاجر مواد البناء والمواد المنزلية قيد العمل خلال أسبوع العطلة الرسمية.
في الأول من أبريل، قُرر إغلاق مترو أنفاق سان بطرسبرغ يوميًا منذ الساعة العاشرة ليلًا بتوقيت موسكو بدلًا من الاستمرار بالعمل حتى الساعة 12 – 12:45 بعد منتصف الليل بتوقيت موسكو كما في السابق. قُرر إيقاف وسائل النقل البرية يوميًا في الساعة الحادية عشرة ليلًا بتوقيت موسكو وزيادة الفترة الفاصلة بين الرحلات. 

### المناطق الأخرى
كانت الشيشان المنطقة الأولى التي تغلق المطاعم والمقاهي بتاريخ الرابع والعشرين من مارس، والتي تغلق حدودها بتاريخ الخامس من أبريل.
في الخامس عشر من أبريل، ذُكر أن أوبلاست مورمانك سوف تستخدم الأساور الإلكترونية لمراقبة أولئك الذين تشتبه إصابتهم بفيروس كورونا، والذين طُلب منهم الالتزام بالعزل الذاتي المنزلي.
في السابع والعشرين من أبريل، قال غليب نيكيتين حاكم نيجني نوفغورد أوبلاست إن دخول المنطقة الفدرالية سوف يصبح ممنوعًا إلا في حال حيازة تصريح إسعافي أو دليل على الإقامة ضمنها.
في الثامن عشر من مايو، أعادت ساراتوف أوبلاست فرض الحظر على النزهات والنشاطات الخارجية بعد أسبوع من تخفيف القيود إثر ارتفاع عدد الإصابات.